# Harvey Cushing

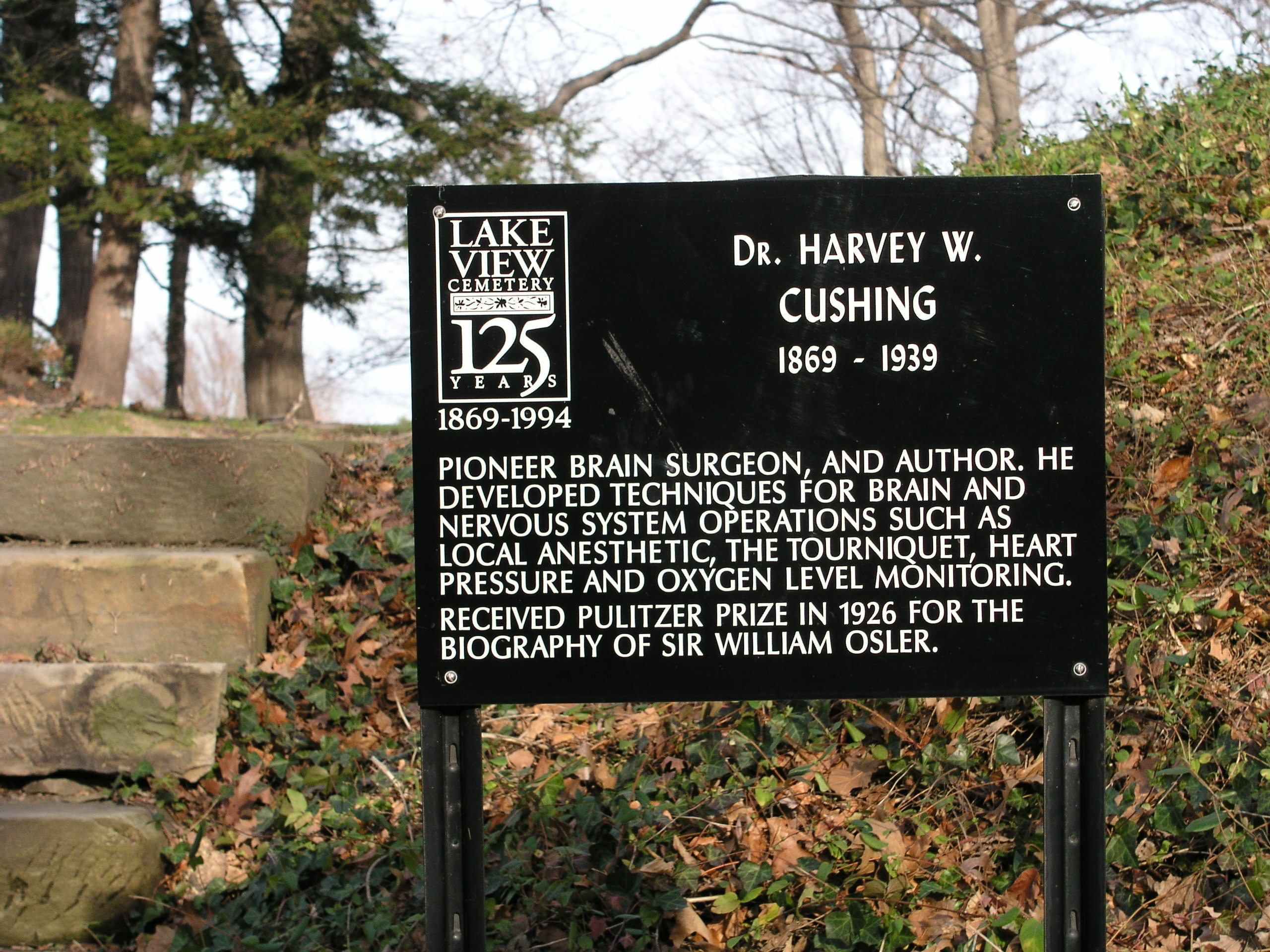
Cartel con breve reseña histórica de su vida en el Cementerio de Lake View.

Harvey Williams Cushing (Cleveland, Ohio, 8 de abril de 1869 - New Haven, Connecticut, 7 de octubre de 1939) fue un médico estadounidense, instaurador de la neurocirugía como técnica quirúrgica, que desarrolló desde su base. Realizó interesantes aportaciones en la descripción de los sistemas de coordinación orgánica, fisiología renal, observación de la hipófisis. Durante la Primera Guerra Mundial fue designado como parte del equipo médico de cirugías de las Fuerza Expedicionaria Estadounidense en Europa, donde realizó observaciones a los procedimientos quirúrgicos que mejoraron considerablemente la salud de los soldados en los campos de batalla. Por su labor y logros, al término de la guerra fue ascendido al grado de coronel en 1918. Además describió el síndrome de Cushing en 1932.

## Libros
En 1926 recibió el premio Pulitzer por su biografía de William Osler, de quien fue discípulo y amigo.
- Tumores intracraneales